# Dauzat-sur-Vodable
Dauzat-sur-Vodable är en kommun i departementet Puy-de-Dôme i regionen Auvergne-Rhône-Alpes i centrala Frankrike. Kommunen ligger i kantonen Ardes som tillhör arrondissementet Issoire. År 2022 hade Dauzat-sur-Vodable 67 invånare.

## Befolkningsutveckling
Antalet invånare i kommunen Dauzat-sur-Vodable
| Referens: INSEE |